# Ken Batcher
Kenneth „Ken“ E. Batcher (* 27. Dezember 1935 in Queens, New York City; † 22. August 2019) war ein US-amerikanischer Computer-Konstrukteur und Informatiker.

## Leben und Werdegang
Batcher besuchte die Brooklyn Tech High School, studierte an der Iowa State University mit dem Bachelor-Abschluss 1957 und wurde 1964 an der University of Illinois in Elektrotechnik promoviert. Er arbeitete 28 Jahre lang als Computerarchitekt für Goodyear Aerospace in Akron (später Loral Defense Systems Division, heute Lockheed Martin Tactical Defense Systems Division). Von 1989 bis zur Emeritierung 2009 war er Professor für Informatik an der Kent State University.
Er war Konstrukteur des Staran und Goodyear MPP Computers. Außerdem leistete er wichtige Beiträge zu Sortier-Parallelalgorithmen (er entdeckte Odd-Even-Mergesort und Bitonic Mergesort) und Sortier-Netzwerken.
Der MPP Computer (Massively Parallel Processor) wurde ab 1979 von Goodyear für das Goddard Space Flight Center der NASA gebaut, wurde 1983 ausgeliefert und war 1985 bis 1991 in Betrieb. Er war ein massiv-paralleler Supercomputer  der auf dem STARAN Array-Prozessors von Goodyear basierte. Er benutzte ein Netz von 128 × 128 verschalteten 1-bit Prozessorelementen die im Single Instruction Multiple Data Verfahren (SIMD) rechneten.
Das STARAN Parallelrechner-System von Goodyear wurde 1972 ausgeliefert und bestand aus 4 × 256 1-bit Prozessorelementen, SIMD Architektur und assoziativem Speicher (Content Addressable Memory). Es wurde zum Beispiel im Northrop Grumman Hawkeye verwendet.
1990 erhielt er den Eckert-Mauchly Award und 2007 den Seymour Cray Computer Engineering Award.